# Maud Olofsson
Maud Elisabeth Olofsson, född Olsson den 9 augusti 1955 i Arnäsvall i Arnäs församling,  Västernorrlands län, är en svensk politiker (centerpartist). Hon var partiledare för Centerpartiet mellan 19 mars 2001 och 23 september 2011, riksdagsledamot 2002–2011 och näringsminister 2006–2011. Under mandatperioden 2006–2010 var hon även vice statsminister.
Olofsson meddelade den 17 juni 2011 att hon i september 2011 skulle avgå som partiordförande, och den 23 september efterträddes hon av Annie Lööf.
Olofsson var 2014–2022 ordförande i branschorganisationen Visita.

## Biografi
Maud Olofsson växte upp i Högbyn i Arnäs församling i Örnsköldsviks kommun. Familjen var aktiv i centerrörelsen. Fadern Harald Olsson (1920–2000) var oppositionslandstingsråd i Västernorrlands län och nära vän med Thorbjörn Fälldin. Olofssons mor var Ingegerd Olsson (1930–1995). Maud Olofsson är gift med Rolf Olofsson (född 1948), pensionerad personalchef i Robertsfors kommun. Paret har tre vuxna barn och var under många år bosatta i Högfors i Robertsfors kommun i Västerbottens län. Maud Olofsson har ingen akademisk utbildning, utan enbart gymnasial sådan. En av hennes två bröder, Dan Olsson, var under en tid oppositionsråd i Örnsköldsvik.

## Politiskt engagemang

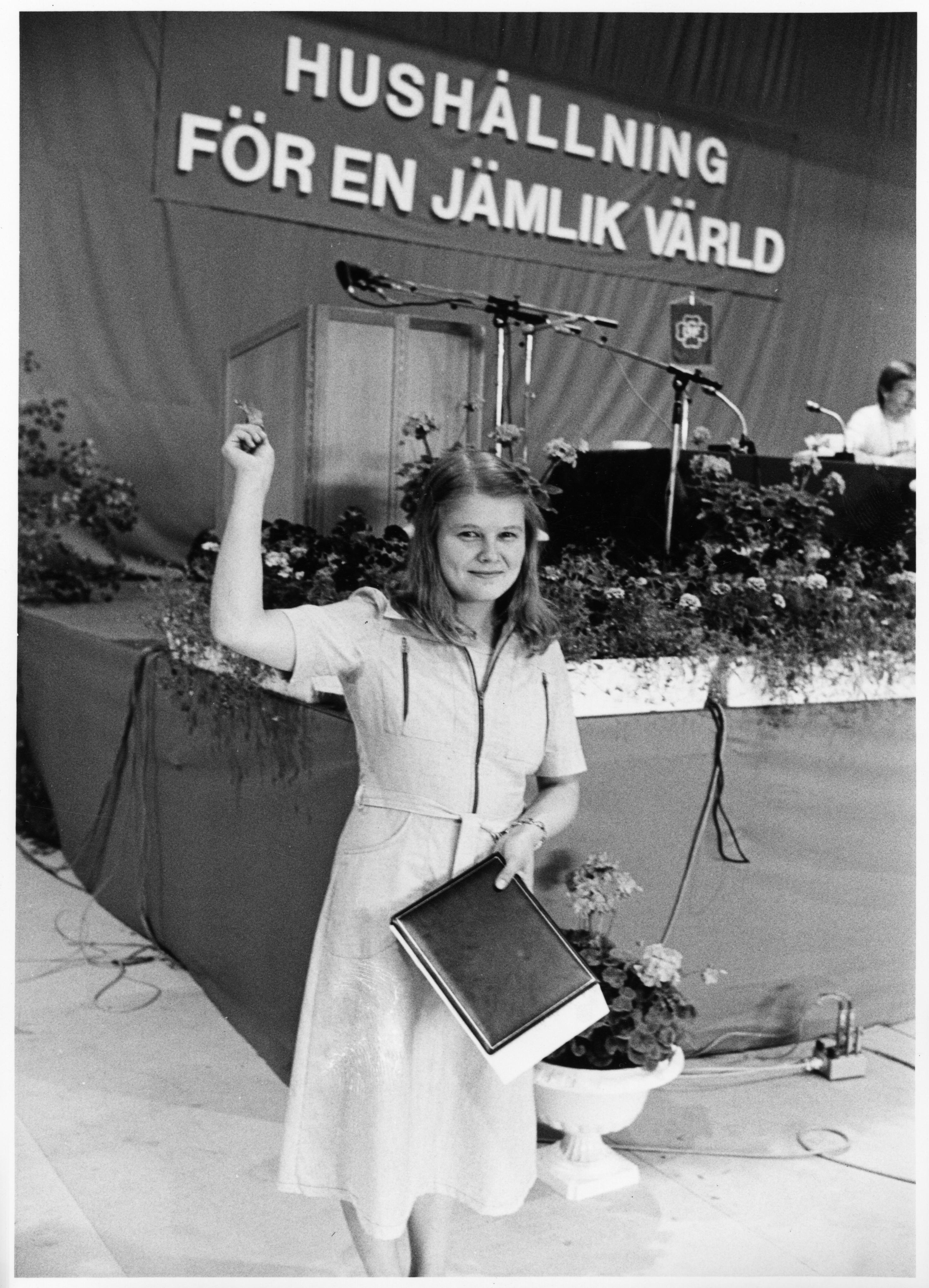
Maud Olofsson vid centerstämman 1977

Olofsson gick tidigt med i Centerpartiets Ungdomsförbund, CUF. 1974–1978 arbetade hon som CUF-ombudsman i Norrbotten för att sedan fortsätta som ombudsman för partiet i Norrbotten 1978–1981. Från 1981 till 1989 gjorde hon ett längre uppehåll från arbetsmarknaden för att bli trebarnsmor. 1989 började hon arbeta som projektledare för "Robertsfors kvinnor mot år 2000", ett projekt som hon avslutade 1991. 	
Från 1992 till 1994 var Olofsson sakkunnig i Arbetsmarknadsdepartementet hos Börje Hörnlund, för att sedan återvända till Västerbotten som ansvarig för landsbygdsfrågor på länsstyrelsen under ett år. 1995 var hon EU-utredare för norra 5b-regionen, och fram till 1997 arbetade hon som EU-samordnare på länsstyrelsen i Västerbottens län. 1997 blev Maud Olofsson verkställande direktör på Hushållningssällskapet i Västerbotten. Detta arbete avslutade hon när hon den 19 mars 2001 valdes till partiordförande i centerpartiet, den åttonde i ordningen. 

### Näringsminister och vice statsminister
Maud Olofsson inträdde i regeringen Reinfeldt som näringsminister och vice statsminister den 6 oktober 2006. Som näringsminister ansvarade Olofsson för frågor rörande näringslivsutveckling, basindustri, konkurrenspolitik, behovsmotiverad forskning och utveckling (inklusive bland annat rymdfrågor), statlig ägarpolitik, regional utvecklingspolitik, turism, gruv- och mineralpolitik samt energipolitik. Efter riksdagsvalet 2010 förlorade Olofsson posten som vice statsminister till folkpartiledaren Jan Björklund på grund av att partiernas inbördes storleksförhållande hade förändrats efter det valet. 

#### Nuonaffären
När statliga Vattenfall i februari 2009 köpte det nederländska energibolaget Nuon för 97 miljarder kr föll detta under näringsdepartementets ansvarsområde. Köpet orsakade en politisk storm när det 2013 stod klart att förvärvet var ett fiasko som redan kostat 37,5 miljarder kronor, och VD fick avgå. Fredrik Reinfeldt hävdade först att frågan var "helt hänvisad till ansvarigt statsråd" och försökte lägga skulden på Olofsson, då sedan ett par år borta från politiken, och Per Bolund (mp) KU-anmälde Olofsson för hennes hantering av affären. Senare kunde TV4 publicera ett internt dokument som visade att statsministern godkänt affären och diskuterade Nuon med övriga partiledare i alliansen den 11 februari 2009. Olofsson tackade nej till KU:s utfrågning och hänvisade till det skriftliga svar regeringskansliet skickat till KU. Annie Lööf stödde detta beslut. I maj 2014 kritiserades Maud Olofsson av KU för brister i den gemensamma beredningen, den interna informationen samt dokumentationen i samband med regeringens hantering av köpet. Moderaterna, Folkpartiet, Centern och Kristdemokraterna reserverade sig mot beslutet.

## Analyser och kommentarer om Olofsson
I en analys 2011 sade KG Bergström att hennes största insats för borgerligheten var att hon verksamt bidrog till Allians för Sverige. I det egna partiet åstadkom hon omfattande omprövningar av politiken, bland annat en omprövning av partiets hållning i kärnkraftsfrågan, från det tidigare kritiska perspektivet till ett mer positivt perspektiv. Bergström menade i intervjun också att det som knäckte Maud Olofsson som liberal ikon var FRA-debatten. "Då tappade hon sin liberala gloria och det innebar början till slutet."
Maud Olofsson har kritiserats av journalister (bland andra Johan Zachrisson Winberg på Uppdrag granskning och Tomas Ramberg på Ekots lördagsintervju) för att inte alltid svara på de frågor som journalister ställer. Efter ett framträdande i Aktuellt i samband med Konstitutionsutskottets kritik i köpet av Nuon uppmärksammade flera medier att Olofsson upprepade gånger vägrade att svara på den enda fråga som alla ville ha svar på.
Hon har delvis argumenterat för en omläggning av den svenska modellen, vilket har fått Dala-Demokratens chefredaktör Göran Greider att beteckna henne som nyliberal.
Olofsson utnämndes till Årets Rojalist 2014 av Rojalistiska Föreningen.

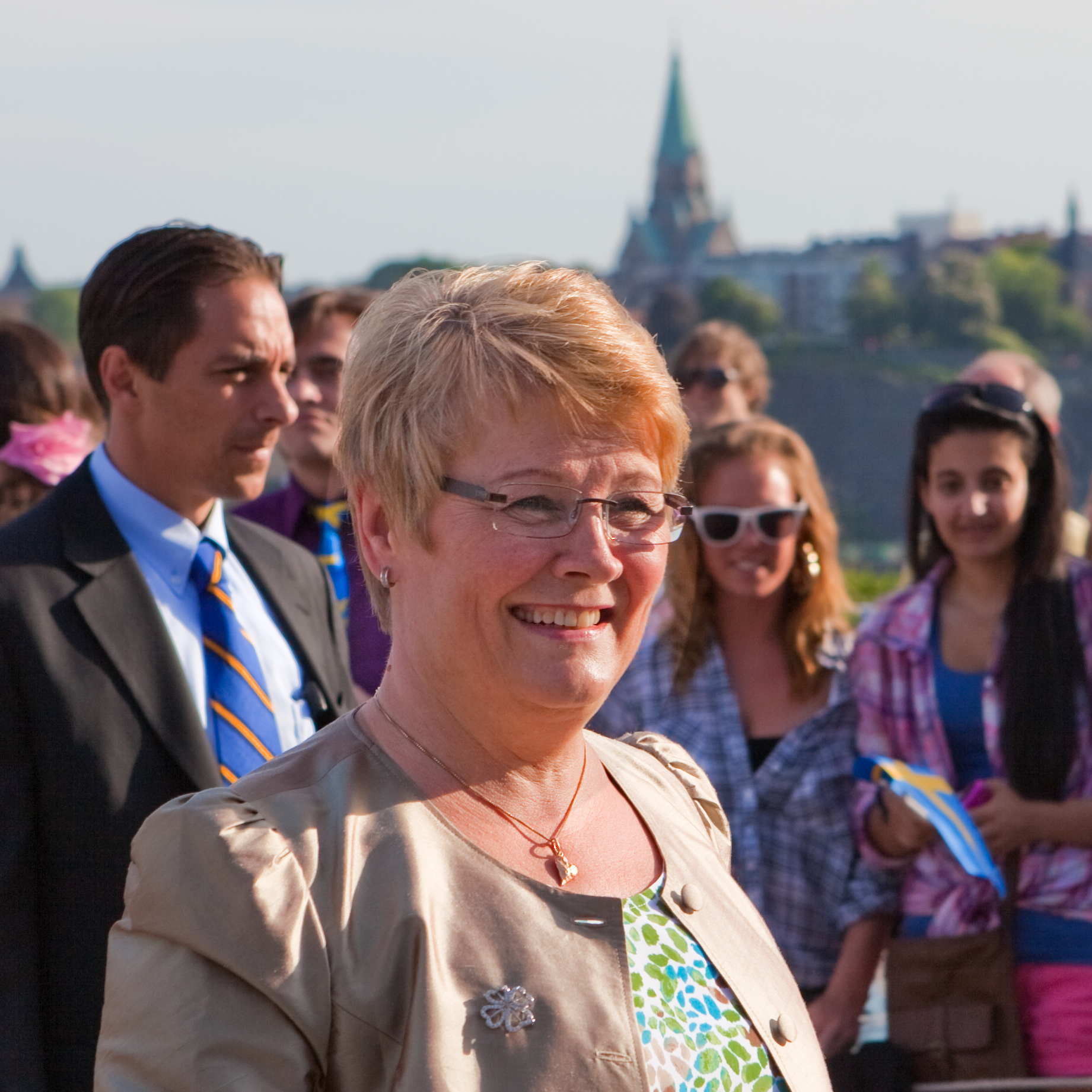
Maud Olofsson på Svenska Nationaldagen 2010.

### Ett land av friherrinnor
I juli 2010 släpptes den självbiografiska boken Ett land av friherrinnor där Anna-Karin Hatt, Maud Olofsson och Greger Hatt skriver om det som format Olofssons värderingar och politiska övertygelser. Boken refererar till ett antal närstående, starka kvinnor i släkten som lämnat djupa avtryck under uppväxten och bidragit till hennes engagemang. Boken har även publicerats som ljudbok i ett program för Iphone.

### Jag är den jag är
I januari 2014 kom memoarerna Jag är den jag är, om "resan till maktens centrum", skiven tillsammans med Catharina Håkansson Boman och utgiven på Wahlström & Widstrand. 
Boken är en personlig skildring av vad som krävts för att slå sig fram som kvinna i politiken och ögonblicksbilder av beslutsfattandet från insidan.